# Miřetice (ort i Tjeckien, Mellersta Böhmen)
Miřetice är en ort i Tjeckien.   Den ligger i regionen Mellersta Böhmen, i den centrala delen av landet, 60 km sydost om huvudstaden Prag. Miřetice ligger 510 meter över havet och antalet invånare är 162.
Terrängen runt Miřetice är platt åt nordost, men åt sydväst är den kuperad. Terrängen runt Miřetice sluttar norrut. Runt Miřetice är det ganska glesbefolkat, med 31 invånare per kvadratkilometer. Närmaste större samhälle är Vlašim, 7,7 km nordväst om Miřetice. Omgivningarna runt Miřetice är en mosaik av jordbruksmark och naturlig växtlighet.